# Geoffroi Le Roux
Geoffroi Le Roux (mort en 1157) est un  archevêque de Dol de 1130 à 1146 et un archevêque de Capoue de 1147 à sa mort..

## Biographie
Geoffroi Le Roux est chanoine et archidiacre de Dol lorsqu'il est élu pour succéder à l'archevêque Baudri de Bourgueil. Il assiste avec ses suffragants le 18 octobre 1131 au Concile de Reims convoqué par le Pape Innocent II (1130-1143) et ce dernier, sans tenir compte de la Bulle promulguée par Urbain II en 1094, lui accorde sans difficulté le Pallium. Cette politique favorable à la métropole bretonne est poursuivi par son successeur Célestin II (1143-1144). Geoffroi exerçait pleinement son autorité archiépiscopale sur le deux diocèses qui étaient restés fidèle à Dol. En 1131 après la mort de  Raoul Ier, le clergé du diocèse de Tréguier vient y élire son nouvel évêque et en 1140 il consacre dans sa cathédrale de Dol;  Rolland l'évêque de Saint-Brieuc (1140-1147).
Estimant bénéficier de l'appui du pape Célestin II il le sollicite afin de trancher définitivement le conflit qui oppose Dol à l'archevêché de Tours. Mais après le mort de ce Pape le 9 mars 1144 son successeur Lucius II rend le 15 mai 1144 une nouvelle sentence conforme à la bulle pontificale d'Urbain II: Tous les évêchés de Bretagne dont Dol seront soumis à la métropole de Tours. Geoffroi conserve son Pallium à titre personnel et le privilège d'être placé sous l'autorité directe du Saint-Siège. Deux ans plus tard Geoffroi Le Roux quitte définitivement la Bretagne pour rejoindre en Italie l'archevêché de Capoue auquel il a été élu ! Il est fortement soupçonné par le Clergé et la population de Dol d'avoir bradé les droits de son église par intérêt personnel. Si son successeur Olivier (1147-1154) n'obtient pas le Pallium il continua néanmoins à prendre le titre d'archevêque et à conserver ses deux suffragants.